# Артур Фис
Артур Фис (на френски: Arthur Fils) [aʁtyʁ fis] е френски тенисист.

## Биография
Артур Фис е роден на 12 юни 2004 г. в Куркурон, Франция. Израста в Бондуфъл в департамент Есон до столицата Париж в региона Ил дьо Франс. Започва да играе тенис на 5-годишна възраст с баща си Жан-Филип, който е от Френските Западни Индии.

## Кариера
Артур Фис има най-високо класиране на сингъл в ATP, като световен номер 20, постигнато на 22 юли 2024 г., и номер 246 на двойки, постигнато на 26 август 2024 г. Филс печели три титли на сингъл от ATP тур, първата му е в Лион през 2023. В момента той е тенисист номер 2 на Франция.

## Кариерна статистика

### ATP финали (3 титли; 4 финала)
|        | П–З | Година | Турнир         | Клас      | Настилка   | Опонент             | Резултат           |
| ------ | --- | ------ | -------------- | --------- | ---------- | ------------------- | ------------------ |
| Победа | 1–0 | 2023   | Лион Оупън     | 250 серии | Клей       | Франсиско Серундоло | 6–3, 7–5           |
| Загуба | 1–1 | 2023   | Юръпиън Оупън  | 250 серии | Твърда (з) | Александър Бублик   | 4–6, 4–6           |
| Победа | 2–1 | 2024   | Германия Оупън | 500 серии | Клей       | Александър Зверев   | 6–3, 3–6, 7–6(7–1) |
| Победа | 3–1 | 2024   | Япония Оупън   | 500 серии | Твърда     | Юго Умбер           | 5–7, 7–6(8–6), 6–3 |